# Critérium National de la Route 1956
Il Critérium National de la Route 1956, venticinquesima edizione della corsa, si svolse il 25 marzo e fu vinto dal francese Roger Hassenforder della Saint-Raphaël davanti ai suoi connazionali Louis Caput e Jean Forestier.

## Ordine d'arrivo (Top 10)
| Pos. | Corridore          | Squadra                  | Tempo    |
| ---- | ------------------ | ------------------------ | -------- |
| 1    | Roger Hassenforder | Saint-Raphaël            | 5h32'29" |
| 2    | Louis Caput        | Saint-Raphaël            | s.t.     |
| 3    | Jean Forestier     | Follis-Dunlop            | s.t.     |
| 4    | Louison Bobet      | L. Bobet-BP-Hutchinson   | s.t.     |
| 5    | André Darrigade    | Helyett-Potin-Hutchinson | s.t.     |
| 6    | Roger Chupin       | Follis-Dunlop            | s.t.     |
| 7    | Joseph Groussard   | Helyett-Potin-Hutchinson | s.t.     |
| 8    | Bernard Bultel     | Bertin-D'Alessandro      | s.t.     |
| 8    | André Dupré        | Alcyon-Dunlop            | s.t.     |
| 8    | Francis Siguenza   | Rochet-Dunlop            | s.t.     |